# Fraternità sacerdotale dei missionari di San Carlo Borromeo
La Fraternità sacerdotale dei missionari di San Carlo Borromeo (in latino Sacerdotalis fraternitas missionariorum a Sancto Carolo Borromeo) è una società clericale maschile di vita apostolica fondata nel 1985 da monsignor Massimo Camisasca, indicata per brevità come "Fraternità San Carlo". Nata dal carisma del movimento di Comunione e Liberazione, è caratterizzata dal duplice scopo della vita comune e della missione. La sede centrale della fraternità è a Roma. I membri dell'istituto pospongono al loro nome la sigla F.S.C.B.
Il fine della Fraternità è di formare sacerdoti missionari per le diocesi di tutto il mondo, su richiesta dei vescovi che ne hanno bisogno. I sacerdoti vengono inviati in gruppi di due, tre o più; condividono la stessa casa e generalmente sono destinati a rimanere a lungo nella diocesi dove sono stati richiesti. Al 31 gennaio 2012 la compagnia contava 160 membri (120 dei quali sacerdoti) e 29 case in Italia e nel mondo (tra cui a Novosibirsk in Siberia, a Taipei in Taiwan e a Washington negli Stati Uniti).

## Storia
La comunità è nata dal carisma di don Luigi Giussani: è sorta nel 1984 quando al trentennale di Comunione e Liberazione papa Giovanni Paolo II ebbe a pronunciare: «Andate in tutto il mondo a portare la verità, la bellezza e la pace, che si incontrano in Cristo Redentore». Le parole del pontefice furono la scintilla che originò il nucleo originario della Fraternità San Carlo.
Fondata il 14 settembre 1985 da don Massimo Camisasca, nel 1989 la Fraternità sacerdotale dei missionari di San Carlo Borromeo è stata eretta in società di vita apostolica di diritto diocesano e, il 19 marzo 1999, in società di vita apostolica di diritto pontificio.
Nel giugno 2004 i sacerdoti in partenza per la missione hanno ricevuto l'ordinazione dall'allora cardinale Ratzinger.
La Fraternità è caratterizzata dal duplice scopo della vita comune e della missione. I sacerdoti che ne fanno parte, infatti, vivono in case con altri 2 o 3 missionari. Queste missioni sono presenti in quattro continenti, nei più poveri, ma anche in Occidente (Stati Uniti, Canada, Italia, Austria, Germania, Portogallo, Spagna, Repubblica Ceca, Ungheria) a sottolineare l'importanza data dal suo fondatore, Massimo Camisasca, per la rievangelizzazione dell'Europa e dell'Occidente più in generale.
La casa di formazione (con una trentina di seminaristi) è a Roma in via Boccea, 761. Una sede distaccata è presente anche a Santiago del Cile.
Il 21 settembre 2007 Papa Benedetto XVI ha nominato don Paolo Pezzi, membro della Fraternità sacerdotale dei missionari di San Carlo Borromeo, arcivescovo della Madre di Dio a Mosca. Il 4 ottobre 2011 Papa Benedetto XVI ha nominato Cerimoniere pontificio Massimiliano Matteo Boiardi, elevandolo al contempo Cappellano di Sua Santità ipso iure. Il 29 settembre 2012 lo stesso Pontefice ha nominato monsignor Massimo Camisasca, superiore generale della Fraternità, vescovo di Reggio Emilia-Guastalla.
Dal febbraio 2013 il superiore generale della Fraternità San Carlo è don Paolo Sottopietra, sacerdote dal 1995 e a lungo vicario generale della Fraternità. È stato confermato superiore generale nel 2019 e successivamente, per un terzo sessennio, nel 2025.

## Ramo femminile
Il 25 marzo 2007 il vescovo di Porto-Santa Rufina Gino Reali ha riconosciuto come associazione privata di fedeli le "Missionarie di San Carlo Borromeo" e approvato il loro statuto, affidando alla Vergine la loro protezione. La prima missionaria, Rachele Paiusco, originaria di Legnano, laureata in lettere moderne e diplomata in pianoforte al conservatorio di Bergamo, ha emesso i voti temporanei di verginità, povertà e obbedienza il 31 marzo 2008 e quelli definitivi il 25 marzo 2011. Suor Rachele è poi diventata ufficialmente Superiora generale delle Missionarie dal 31 marzo 2013.
Le missionarie di San Carlo Borromeo (M.S.C.B.) hanno cinque case, due delle quali a Roma (una nel quartiere della Magliana e una in via Aurelia Antica), una a Nairobi (Kenya), una a Denver (Stati Uniti) ed una a Grenoble (Francia).